# Tour Part-Dieu
 Il Tour Part-Dieu (precedentemente Tour du Crédit Lyonnais, soprannominato Le Crayon) è un grattacielo di Lione, in Francia.

## Caratteristiche
L'edificio, alto 169,4 metri, si trova nel quartiere di La Part-Dieu, con 42 piani. Completato nel 1977, attualmente si erge come il quindicesimo edificio più alto in Francia. Gli ultimi 10 piani sono occupati dal Radisson Blu Hotel Lyon, l'hotel più alto d'Europa. Gli altri piani sono adibiti a uffici.
La struttura è un'opera della ditta americana Araldo Cossutta & Associates e la costruzione è avvenuta tra il 1972 e il 1977. Secondo quanto richiesto dall'architetto, il tetto di questa torre ha all'incirca la stessa altezza di Notre Dame de Fourviere. All'inaugurazione nel 1977, era il quarto edificio più alto in Francia. La struttura è a forma cilindrica ed è sormontata da una piramide alta 23 metri.
Oltre al soprannome di "matita", la torre ha ispirato diversi oggetti tra cui una versione di cioccolatino a forma dell'edificio.
Appare spesso anche sul fronte delle cartoline della città, ma anche in giornali giornale e riviste umoristiche e/o sul Little Paumé locale, poiché la torre che faceva parte di un ampliamento urbanistico della città divenne uno dei suoi monumenti più rappresentativi.
Nella canzone Lyon Presqu'île dell'album The Superb, Benjamin Biolay (nato a Villefranche-sur-Saone) include "round in pen" (la Tour Part-Dieu) nella sua visione dei principali monumenti della città.